# 붓목뿔근
붓목뿔근(stylohyoid muscle), 또는 경상돌기근은 목 부위의 가느다란 근육으로, 턱두힘살근의 아래힘살 위앞쪽에 있다. 목뿔위근육 중 하나이다. 얼굴신경에 의해 지배되며, 목뿔뼈를 뒤로 당기고 혀를 들어올리는 기능을 한다. 이는곳은 관자뼈의 붓돌기이고, 닿는곳은 목뿔뼈의 몸통이다.

## 구조
붓목뿔근은 관자뼈 바닥 근처의 관자뼈 붓돌기의 뒤쪽, 가쪽 표면에서 일어난다. 이후 아래앞쪽으로 주행하여 목뿔뼈의 몸통에 닿는다. 닿는곳은 큰뿔과 이어지는 부분으로, 어깨목뿔근 바로 위에 있다. 붓목뿔근은 목뿔위근육에 속한다.
닿는곳 근처에서 턱두힘살근의 중간힘줄에 의해 관통된다.
바깥목동맥의 가지인 혀동맥에서 혈액 공급을 받는다.

### 신경 분포
얼굴신경(CN VII)의 가지가 붓목뿔근에 분포한다.

### 변이
존재하지 않거나 두 개가 존재할 수 있다. 목동맥 아래에 놓일 수 있으며, 어깨목뿔근이나 턱목뿔근에 닿을 수 있다.

## 기능
붓목뿔근은 목뿔뼈를 올리고 뒤로 들인다. 또한 목뿔뼈를 뒤쪽과 위쪽으로 당겨 삼킴 작용을 시작한다.

## 추가 이미지
위키미디어 공용에 붓목뿔근 관련 미디어 분류가 있습니다.

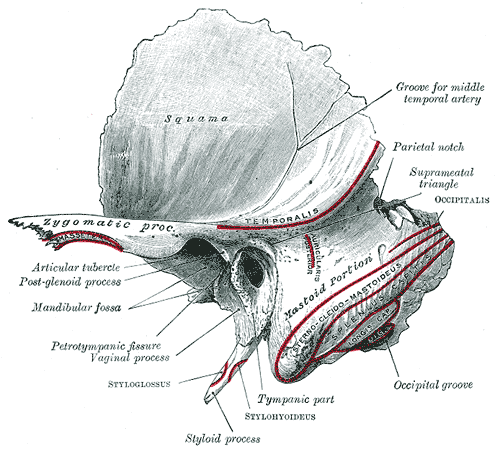
왼쪽 관자뼈 바깥면.
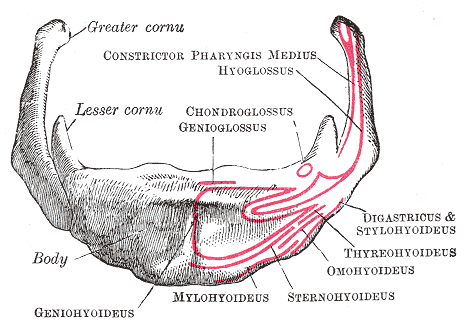
목뿔뼈 앞면.
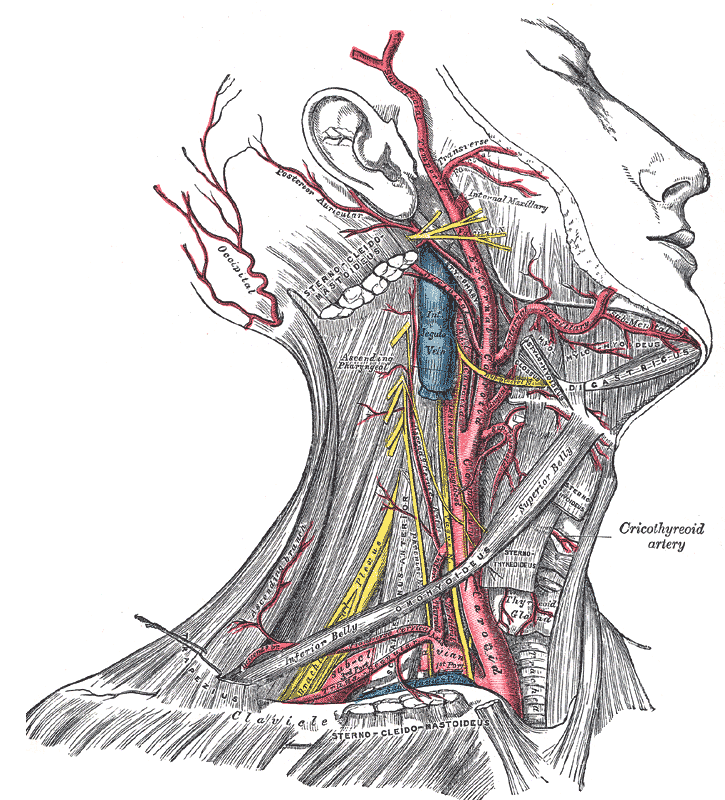
목동맥과 빗장밑동맥을 보여주는 목 오른쪽의 얕은 곳 해부.
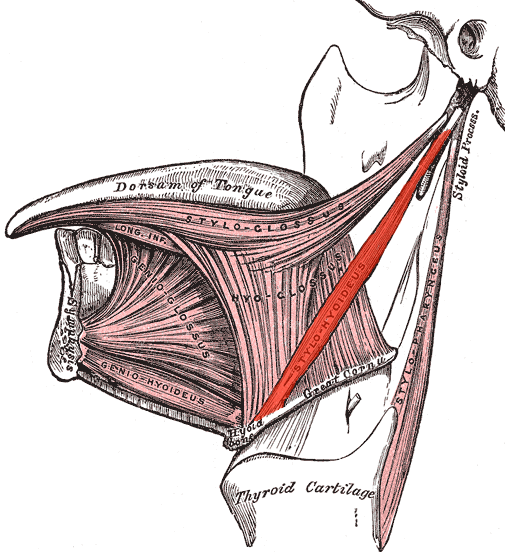
혀의 바깥기원근육. 왼쪽에서 본 그림.
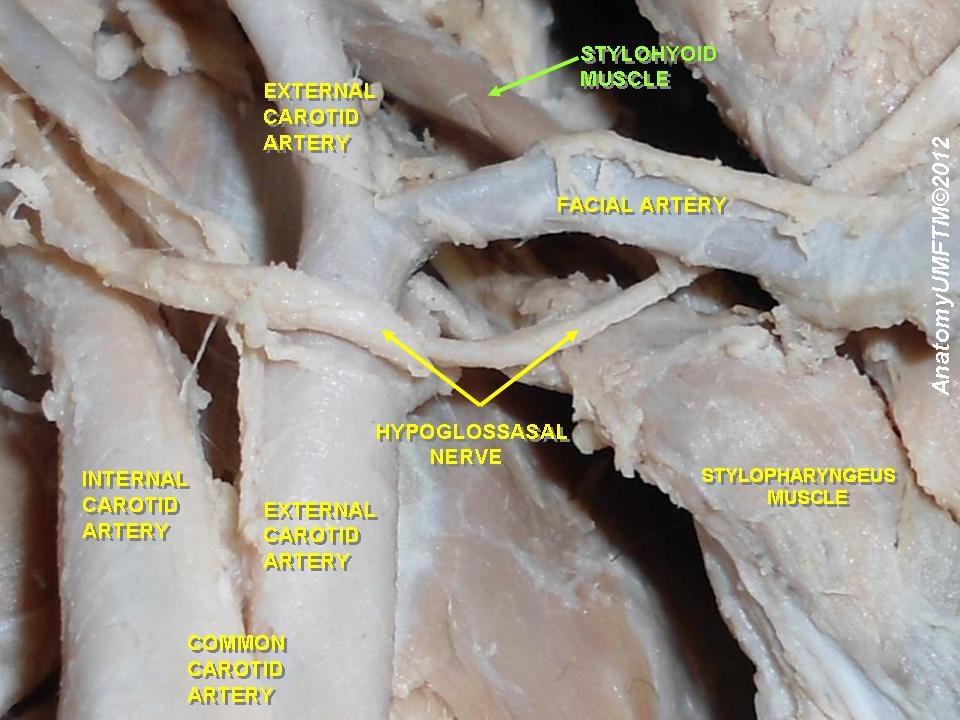
붓목뿔근.
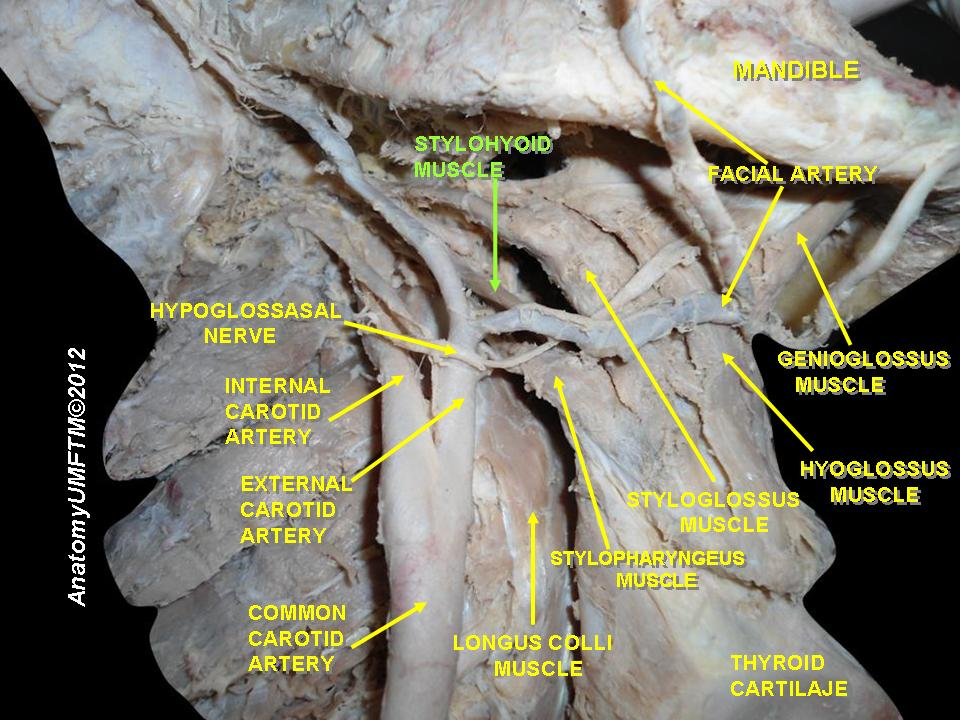
붓목뿔근.

## 같이 보기
- 붓목뿔인대

## 참고 문헌
이 문서는 현재 퍼블릭 도메인에 속하는 그레이 해부학 제20판(1918) page 392의 내용을 기초로 작성된 글이 포함되어 있습니다.
1. 1 2  〈Chapter 2 - Head〉, 《Essential Clinically Applied Anatomy of the Peripheral Nervous System in the Head and Neck》 (영어), Academic Press, 21-130쪽
2. 1 2  〈Chapter 7 - Physiologic Changes in Sleep〉, 《Sleep Disorders Medicine (Third Edition)》 (영어), W.B. Saunders, 80-104쪽
3. 1 2  〈11 - Brain Stem and Cerebellum〉, 《Netter's Atlas of Neuroscience (Third Edition)》 (영어), Elsevier, 247-287쪽
4. ↑  〈7 - Intraoperative Complications: Bleeding〉, 《Misch's Avoiding Complications in Oral Implantology》 (영어), Mosby, 267-293쪽
5. ↑  〈25 - Facial and Trigeminal Neuropathy〉, 《Electromyography and Neuromuscular Disorders (Third Edition)》 (영어), W.B. Saunders, 372-383쪽